# Martensikara jocheni
Espèce
Martensikara jocheni est une espèce d'araignées aranéomorphes de la famille des Sparassidae.

## Distribution
Cette espèce est endémique de la région Anôsy à Madagascar,. Elle se rencontre sur le mont Vasiha.

## Description
Les femelles mesurent de 8,1 à 8,9 mm.

## Systématique et taxinomie
Cette espèce a été décrite par Jäger en 2021.

## Étymologie
L'espèce et le genre sont nommés en l'honneur de Jochen Martens

## Publication originale
- Jäger, 2021 : « Two new enigmatic genera of huntsman spiders from Madagascar (Araneae: Sparassidae). » Zootaxa, no 4984(1), p. 335-346.